# Mistrzostwa świata par juniorów w speedrowerze
Mistrzostwa świata par juniorów w speedrowerze (ang. World Junior Pairs Cycle Speedway Championship) – turniej wyłaniający najlepszą reprezentację par do 18. roku życia w speedrowerze. Prowadzony jest przez Międzynarodową Federację Speedrowerową. Pierwsze mistrzostwa odbyły się w 2007 roku w Anglii.

## Medaliści
| Rok  | Miejsce        | Złoto                                                            | Srebro                                                        | Brąz                                                           | Źr.   |
| ---- | -------------- | ---------------------------------------------------------------- | ------------------------------------------------------------- | -------------------------------------------------------------- | ----- |
| 2007 | Poole          | Anglia · Tom Hibberd · Tom Colling · Scott Doherty               | Polska · Marcin Kołata · Piotr Jamroszczyk · Rafał Baumgarten | Australia · Ross Priest · Mitchell Spear · Matt Mathews        | [ 1 ] |
| 2011 | Edenton        | Australia · Jay Walters · Joel Chadwick                          | Anglia · Dan Chambers · Arron Morgan · Leyton Glover          | Polska · Patyk Piechota                                        | [ 1 ] |
| 2013 | Murraylands    | Polska · Michał Sassek · Bartosz Grabowski · Arkadiusz Szymański | Australia · Shane Bentley · Ryan Greenhalgh · Mark Sheldon    | Anglia · Ricki Johnson · Arron Morgan · Ashley Hill            | [ 1 ] |
| 2015 | Exeter         | Anglia · Richard Felgett · Aaron Smith · Matt Hill               | Polska · Michał Sassek · Dawid Bas · Radosław Kochanek        | Szkocja · Kyle Holland · Lee Kemp                              | [ 1 ] |
| 2017 | Salisbury      | Australia · Jack Norman · Matt Snowden · Todd Clarke             | Polska · Jakub Kościecha · Maciej Stefański · Damian Pelaczyk | Anglia · Brandon Whetton · Adam Watson · Ed Morton             | [ 1 ] |
| 2019 | Świętochłowice | Anglia · Will Jeffery · Ben Clarke · James Porter                | Polska · Radosław Morawiak · Marcel Krzykowski · Mikołaj Menz | Walia · Cameron Gill · Fraser Garnett                          | [ 1 ] |
| 2023 | Lefevre        | Anglia · Torsten Jolly · Kenzie Bennett · JJ Wildman             | Australia · Brad Williams · Blake Frencken · Cody Thomson     | Polska · Arkadiusz Graczyk · Paweł Szkudlarek · Kosma Sikorski | [ 1 ] |

## Klasyfikacja medalowa

### Według państw/krajów
Stan po sezonie 2023
| Lp. | Państwo/Kraj | Złoto | Srebro | Brąz | Razem |
| --- | ------------ | ----- | ------ | ---- | ----- |
| 1.  | Anglia       | 4     | 1      | 2    | 7     |
| 2.  | Australia    | 2     | 2      | 1    | 5     |
| 3.  | Polska       | 1     | 4      | 2    | 7     |
| 4.  | Szkocja      | –     | –      | 1    | 1     |
| 4.  | Walia        | –     | –      | 1    | 1     |

### Według zawodników
Stan po sezonie 2023
Tabela obejmuje pierwszą 10. najbardziej utytułowanych zawodników.
| Lp. | Zawodnik            | Państwo/Kraj | Lata      | Złoto | Srebro | Brąz | Razem |
| --- | ------------------- | ------------ | --------- | ----- | ------ | ---- | ----- |
| 1.  | Michał Sassek       | Polska       | 2013–2015 | 1     | 1      | –    | 2     |
| 2.  | Tom Colling         | Anglia       | 2007      | 1     | –      | –    | 1     |
| 2.  | Scott Doherty       | Anglia       | 2007      | 1     | –      | –    | 1     |
| 2.  | Tom Hibberd         | Anglia       | 2007      | 1     | –      | –    | 1     |
| 2.  | Joel Chadwick       | Australia    | 2011      | 1     | –      | –    | 1     |
| 2.  | Jay Walters         | Australia    | 2011      | 1     | –      | –    | 1     |
| 2.  | Bartosz Grabowski   | Polska       | 2013      | 1     | –      | –    | 1     |
| 2.  | Arkadiusz Szymański | Polska       | 2013      | 1     | –      | –    | 1     |
| 2.  | Richard Felgett     | Anglia       | 2015      | 1     | –      | –    | 1     |
| 2.  | Matt Hill           | Anglia       | 2015      | 1     | –      | –    | 1     |
| 2.  | Aaron Smith         | Anglia       | 2015      | 1     | –      | –    | 1     |
| 2.  | Todd Clarke         | Australia    | 2017      | 1     | –      | –    | 1     |
| 2.  | Jack Norman         | Australia    | 2017      | 1     | –      | –    | 1     |
| 2.  | Matt Snowden        | Australia    | 2017      | 1     | –      | –    | 1     |
| 2.  | Ben Clarke          | Anglia       | 2019      | 1     | –      | –    | 1     |
| 2.  | Will Jeffery        | Anglia       | 2019      | 1     | –      | –    | 1     |
| 2.  | James Porter        | Anglia       | 2019      | 1     | –      | –    | 1     |
| 2.  | Kenzie Bennett      | Anglia       | 2023      | 1     | –      | –    | 1     |
| 2.  | Torsten Jolly       | Anglia       | 2023      | 1     | –      | –    | 1     |
| 2.  | JJ Wildman          | Anglia       | 2023      | 1     | –      | –    | 1     |